# George Clement Perkins

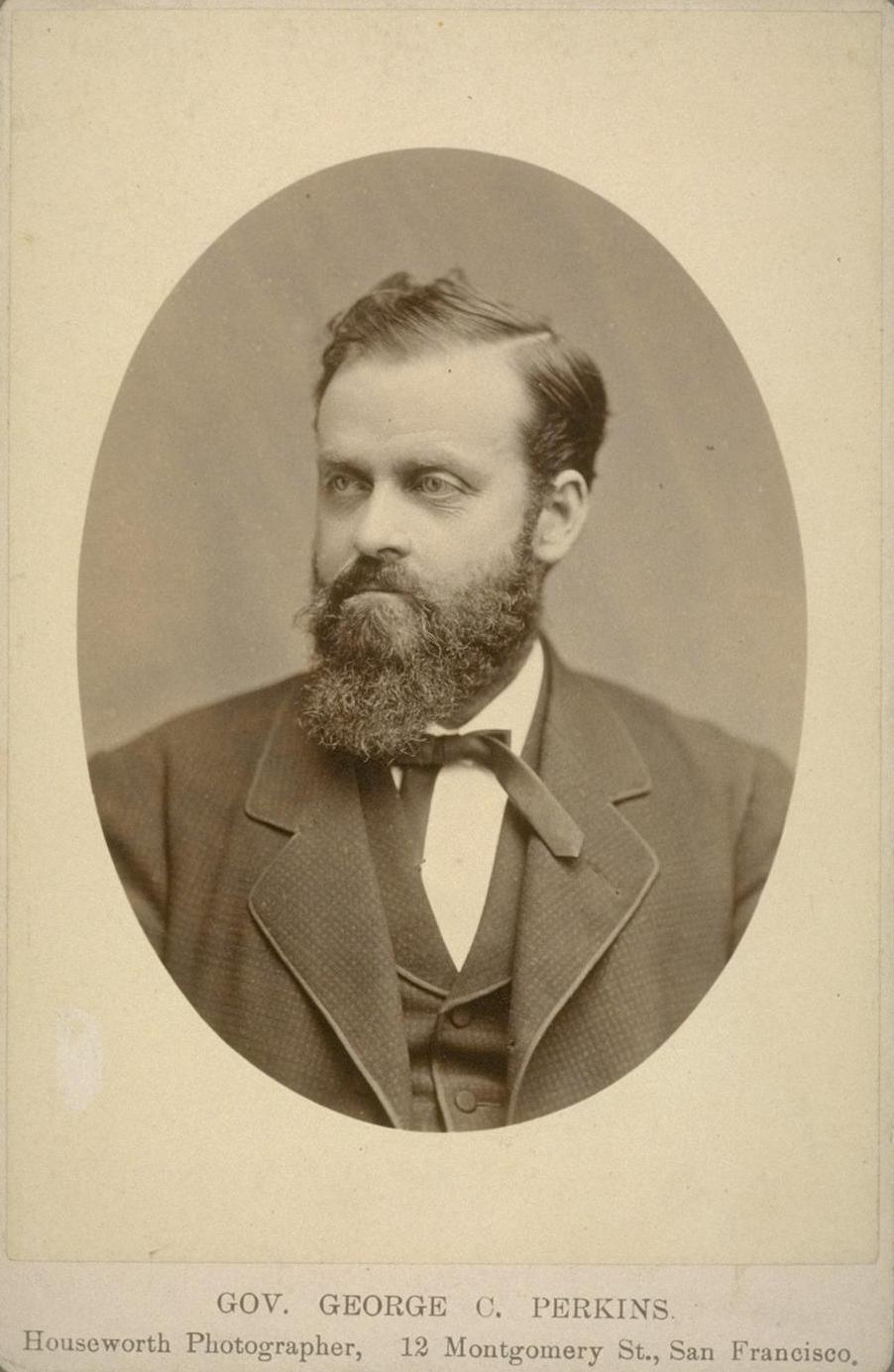
George Perkins, fotografiert von Thomas Houseworth

George Clement Perkins (* 23. August 1839 in Kennebunkport, Maine; † 26. Februar 1923 in Oakland, Kalifornien) war ein US-amerikanischer Politiker. Er amtierte als 14. Gouverneur des Bundesstaates Kalifornien, den er auch im US-Senat vertrat.

## Frühe Jahre
Der junge Perkins genoss eine nur mittelmäßige Ausbildung. Im Alter von zwölf Jahren heuerte er als Schiffsjunge bei einer Reederei an und fuhr einige Jahre zur See. Anschließend versuchte er sein Glück auf unterschiedlichsten Gebieten wie zum Beispiel in der Landwirtschaft als Farmer und Rancher, im Bergbau, als Walfänger oder in der Dampfschifffahrt. Seine wahre Leidenschaft sollte allerdings die Politik werden.

## Politische Laufbahn
Perkins trat der Republikanischen Partei bei und war von 1869 bis 1876 Mitglied des Senats von Kalifornien. Anschließend wurde er zum Gouverneur des Staates gewählt. Er wurde am 8. Januar 1880 in sein Amt eingeführt und übte es bis zum 10. Januar 1883 aus. Nach dem Ende seiner Legislaturperiode versuchte er 1886 zunächst vergeblich, in den US-Senat gewählt zu werden. Nach dem Tod von Senator Leland Stanford nahm er dann aber ab dem 26. Juli 1893 dessen vakant gewordenen Sitz im Kongress ein. In den folgenden Jahren wurde Perkins mehrmals wiedergewählt. Er blieb bis zum 3. März 1915 als Senator in Washington. In dieser Zeit war er Mitglied mehrerer Senatsausschüsse. Er war zeitweise Vorsitzender des Fischereiausschusses und Mitglied der Ausschüsse für Marineangelegenheiten und für das Eisenbahnwesen. Außerdem saß er im Committee on Civil Service and Retrenchment.
Nachdem er 1915 aus dem Senat ausgeschieden war, zog er sich nach Oakland zurück. Dort starb er am 26. Februar 1923.